# Ludo De Rey
Ludo De Rey (ur. 6 października 1958 w Mechelen) – belgijski kolarz przełajowy, brązowy medalista mistrzostw świata.

## Kariera
Największy sukces w karierze Ludo De Rey osiągnął w 1986 roku, kiedy zdobył brązowy medal w kategorii amatorów podczas przełajowych mistrzostw świata w Lembeek. W zawodach tych wyprzedzili go jedynie Włoch Vito Di Tano oraz kolejny Belg, Ivan Messelis. Był też między innymi piąty na mistrzostwach świata w Birmingham w 1983 roku. Kilkakrotnie zdobywał medale przełajowych mistrzostw kraju, w tym złoty w 1986 roku. W tym samym roku był też najlepszy w cyklu Superprestige amatorów. W 1992 roku zakończył karierę.